# Nousseviller-lès-Bitche
Pour les articles homonymes, voir Nousseviller-Saint-Nabor.
Nousseviller-lès-Bitche [nusvilɛʁ lɛ bitʃ] est une commune française située dans le département de la Moselle, en Lorraine, dans la région administrative Grand Est. Le village fait partie du pays de Bitche, du parc naturel régional des Vosges du Nord et du bassin de vie de la Moselle-Est.

## Géographie

### Localisation
Le village de Nousseviller se situe dans le nord du Bitscherland, à six kilomètres et demi de la frontière franco-allemande, sur la route de Bitche à Volmunster. Situé sur un plateau au relief peu accidenté, le village et son annexe de Dollenbach possèdent l'un des plus petits bans du pays de Bitche, comptant seulement 474 hectares.

### Géologie et relief
À proximité de la bordure orientale du pays découvert, le village a peu évolué depuis le milieu du XVIIIe siècle, à l'époque où l'Atlas topographique du comté de Bitche est établi, en 1758. Destiné à évaluer les richesses forestières de la région, il présente des maisons non jointives, disposées dans ordre le long de la seule rue de l'agglomération. Les jardins bordés par des haies sont représentés par des hachures esquissées à touches légères. Quant aux terres labourables, elles sont symbolisées par des hachures alternant avec des points et les prairies par des touffes d'herbe. Comparée aux cartes actuelles et en particulier au cadastre, le document apparaît fiable dans son ensemble mais le relief, rendu par des ombres, reste assez approximatif.
La commune se compose de 426,01 hectares de territoires agricoles (87,84 %) et 59,33 hectares de forêts et milieux semi-naturels (12,23 %).
Espaces naturels :
- Deux espaces protégés hors Natura 2000 :

Réserve de Biosphère, zone de transition,
Parc naturel régional.
- Une zone naturelle d'intérêt écologique, faunistique et floristique (Znieff) :

Forêts spontanées des Vosges du Nord.

### Sismicité
Commune située dans une zone de sismicité 2 faible.

### Hydrographie et les eaux souterraines
La commune est située dans le bassin versant du Rhin au sein du bassin Rhin-Meuse. Elle est drainée par le ruisseau le Breidenbach et le ruisseau Backelbach.
Le Breidenbach, d'une longueur totale de 10,4 km, prend sa source dans la commune de Schorbach et se jette  dans la Horn à Walschbronn, après avoir traversé sept communes.

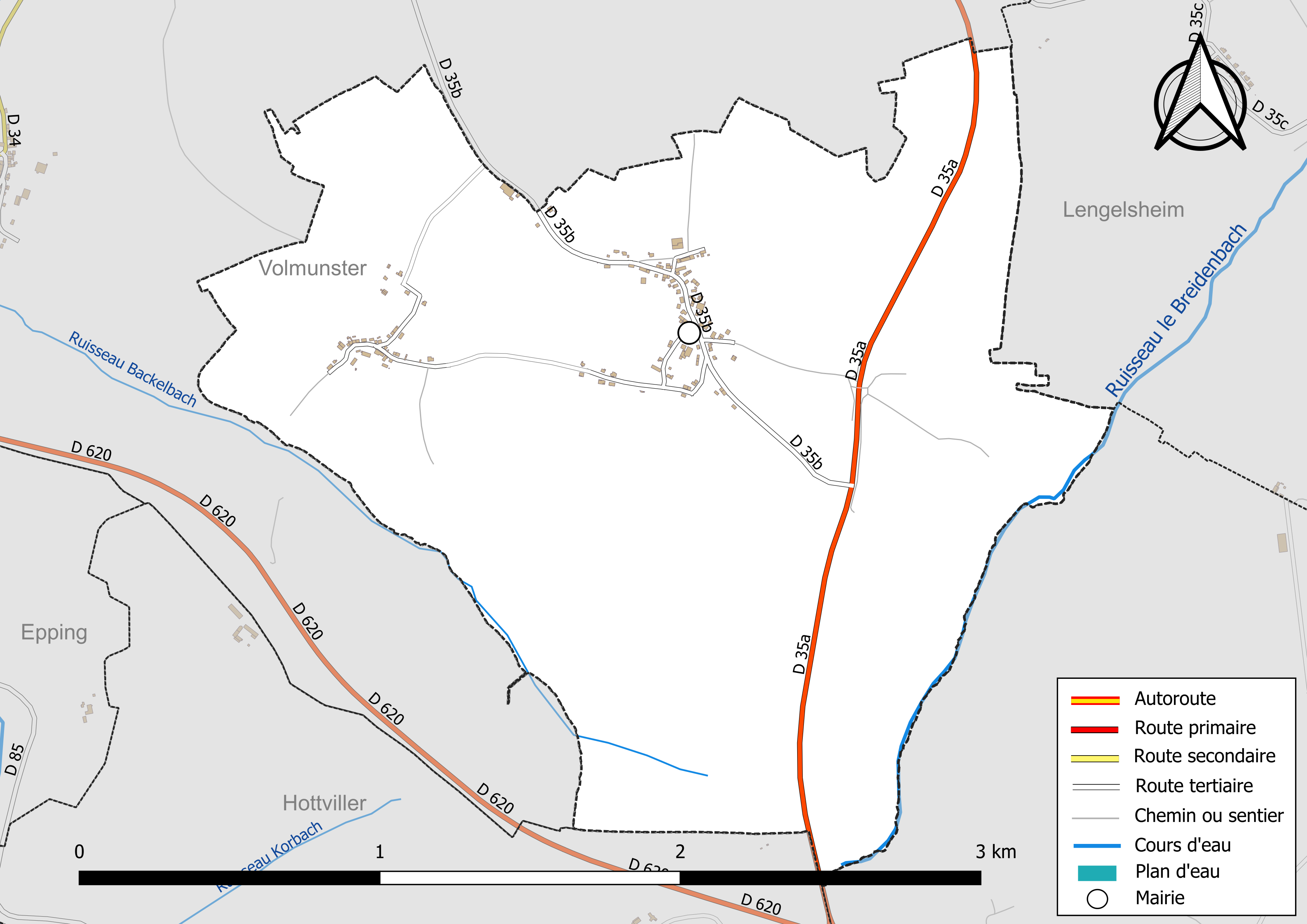
Réseaux hydrographique et routier de Nousseviller-lès-Bitche.

La qualité des eaux des principaux cours d’eau de la commune, notamment du ruisseau le Breidenbach, peut être consultée sur un site spécial géré par les agences de l’eau et l’Agence française pour la biodiversité.

### Climat
Pour des articles plus généraux, voir Climat du Grand Est et Climat de la Moselle.
En 2010, le climat de la commune est de type climat des marges montargnardes, selon une étude du Centre national de la recherche scientifique s'appuyant sur une série de données couvrant la période 1971-2000. En 2020, Météo-France publie une typologie des climats de la France métropolitaine dans laquelle la commune est exposée à un climat semi-continental et est dans la région climatique  Vosges, caractérisée par une pluviométrie très élevée (1 500 à 2 000 mm/an) en toutes saisons et un hiver rude (moins de 1 °C). 
Pour la période 1971-2000, la température annuelle moyenne est de 9,3 °C, avec une amplitude thermique annuelle de 17 °C. Le cumul annuel moyen de précipitations est de 918 mm, avec 10,9 jours de précipitations en janvier et 9,6 jours en juillet. Pour la période 1991-2020, la température moyenne annuelle observée sur la station météorologique de Météo-France la plus proche, « Volmunster », sur la commune de Volmunster à 3 km à vol d'oiseau, est de 10,2 °C et le cumul annuel moyen de précipitations est de 760,1 mm. 
La température maximale relevée sur cette station est de 37,6 °C, atteinte le 25 juillet 2019 ; la température minimale est de −18,6 °C, atteinte le 24 décembre 2001,,. 
Les paramètres climatiques de la commune ont été estimés pour le milieu du siècle (2041-2070) selon différents scénarios d'émission de gaz à effet de serre à partir des nouvelles projections climatiques de référence DRIAS-2020. Ils sont consultables sur un site spécial publié par Météo-France en novembre 2022.

## Urbanisme

### Typologie
Au 1er janvier 2024, Nousseviller-lès-Bitche est catégorisée commune rurale à habitat dispersé, selon la nouvelle grille communale de densité à sept niveaux définie par l'Insee en 2022.
Elle est située hors unité urbaine et hors attraction des villes,.

### Occupation des sols
L'occupation des sols de la commune, telle qu'elle ressort de la base de données européenne d’occupation biophysique des sols Corine Land Cover (CLC), est marquée par l'importance des territoires agricoles (88,8 % en 2018), une proportion identique à celle de 1990 (88,8 %). La répartition détaillée en 2018 est la suivante : 
terres arables (44,8 %), prairies (31 %), zones agricoles hétérogènes (13 %), forêts (11,2 %). L'évolution de l’occupation des sols de la commune et de ses infrastructures peut être observée sur les différentes représentations cartographiques du territoire : la carte de Cassini (XVIIIe siècle), la carte d'état-major (1820-1866) et les cartes ou photos aériennes de l'IGN pour la période actuelle (1950 à aujourd'hui).

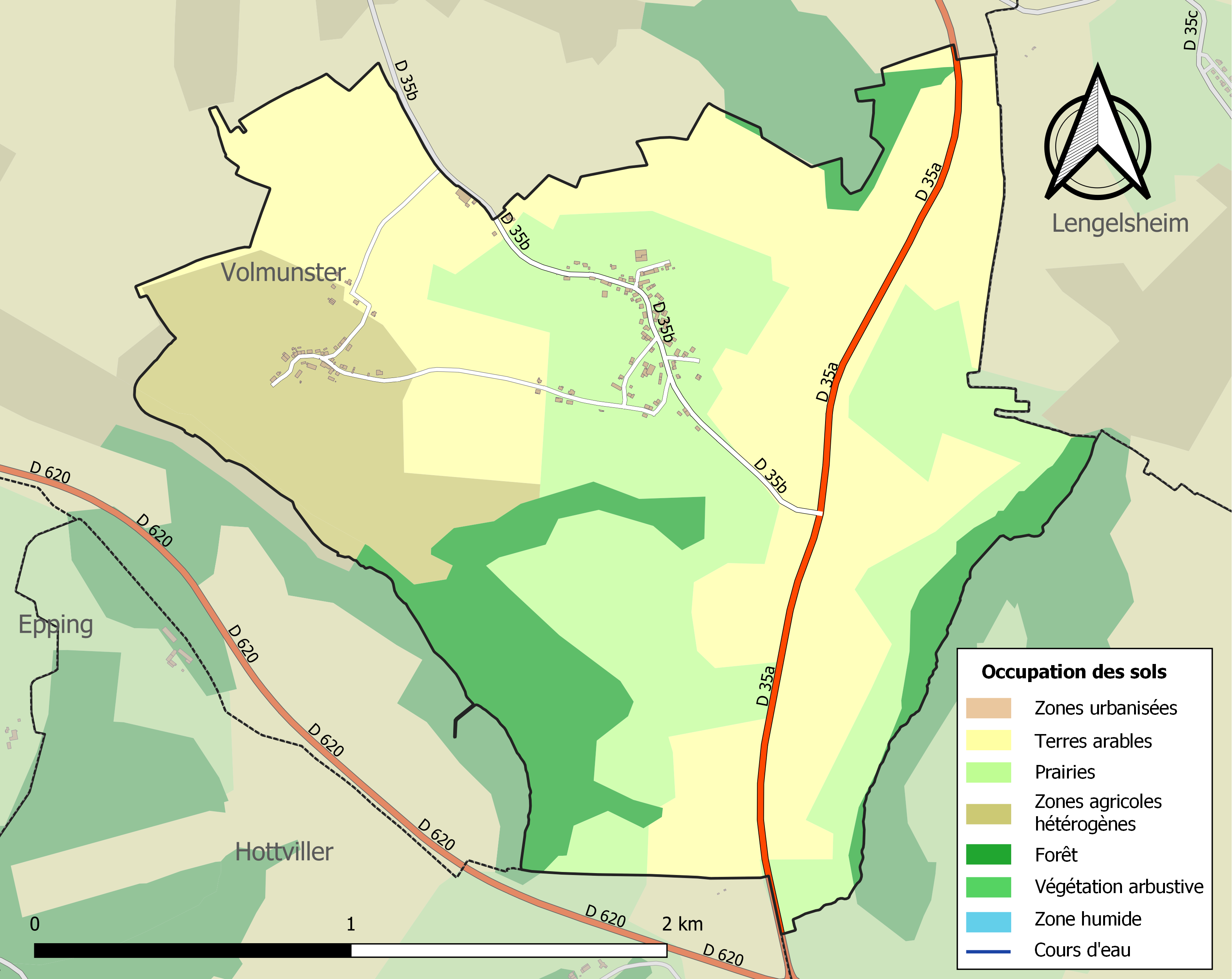
Carte des infrastructures et de l'occupation des sols de la commune en 2018 (CLC).

## Toponymie

### Nousseviller
- Anciennes mentions : Nussivilre (1298) ; Norswiller (1544) ; Nuszweiller (1755) ; Nusweiler (1771) ; Nusswiller (XVIIIe siècle) ; Nousweiller (1779) ; Nousseweiller (1793) ; Nousviller (1801) ; Nusweiler (carte Cassini) ; Noussewiller-lès-Volmunster (1862) ; Nousseviller-lès-Volmunster (XIXe siècle).
- En francique lorrain : Nusswiller[20]. En allemand standard : Nußweiler.

### Dollenbach
- Anciennes mentions : Villa Dollenbach (1329) ; Dollenbach (1751) ; Dollembach (1862).

## Histoire
Le village est mentionné pour la première fois en 1298 sous la forme Nussiwilre, du nom d'homme germanique Nosso et du substantif vilare, weiler, le village. Le village actuel ne remonte pas au-delà de la fin du XVIIe siècle, les premiers habitants étant des immigrants luxembourgeois.

### Cultes
- Culte catholique. Communautés de paroisses de Volmunster[21] Diocèse de Metz. Du point de vue ecclésiastique, le village n'a pas cessé d'être la succursale de Volmunster dans l'archiprêtré du même nom.

## Politique et administration
| Période                                  | Période   | Identité        | Étiquette | Qualité                                                   |
| ---------------------------------------- | --------- | --------------- | --------- | --------------------------------------------------------- |
| Les données manquantes sont à compléter. |           |                 |           |                                                           |
| mars 1971                                | mars 1995 | Aloyse Wagner   |           |                                                           |
| mars 1995                                | mars 2001 | Marcel Wagner   |           |                                                           |
| mars 2001                                | mai 2020  | François Meyer  |           |                                                           |
| mai 2020                                 | En cours  | Jacqueline Glad |           | Profession intermédiaire de la santé et du travail social |

Du point de vue administratif, le village est une commune du canton de Volmunster depuis 1790, tandis que Dollenbach possède le statut de commune de 1790 à 1811.

### Budget et fiscalité 2023
En 2023, le budget de la commune était constitué ainsi :
- total des produits de fonctionnement : 113 000 €, soit 726 € par habitant ;
- total des charges de fonctionnement : 82 000 €, soit 528 € par habitant ;
- total des ressources d'investissement : 29 000 €, soit 190 € par habitant ;
- total des emplois d'investissement : 98 000 €, soit 629 € par habitant ;
- endettement : 85 000 €, soit 548 € par habitant.

Avec les taux de fiscalité suivants :
- taxe d'habitation : 8,74 % ;
- taxe foncière sur les propriétés bâties : 23,80 % ;
- taxe foncière sur les propriétés non bâties : 46,27 % ;
- taxe additionnelle à la taxe foncière sur les propriétés non bâties : 0,00 % ;
- cotisation foncière des entreprises : 0,00 %.

Chiffres clés Revenus et pauvreté des ménages en 2021 : médiane en 2021 du revenu disponible, par unité de consommation.

## Population et société

### Démographie

#### Évolution démographique
L'évolution du nombre d'habitants est connue à travers les recensements de la population effectués dans la commune depuis 1793. Pour les communes de moins de 10 000 habitants, une enquête de recensement portant sur toute la population est réalisée tous les cinq ans, les populations de référence des années intermédiaires étant quant à elles estimées par interpolation ou extrapolation. Pour la commune, le premier recensement exhaustif entrant dans le cadre du nouveau dispositif a été réalisé en 2004.

En 2022, la commune comptait 155 habitants, en évolution de +13,97 % par rapport à 2016 (Moselle : +0,52 %, France hors Mayotte : +2,11 %).
| 1793 | 1800 | 1806 | 1821 | 1836 | 1841 | 1861 | 1866 | 1871 |
| ---- | ---- | ---- | ---- | ---- | ---- | ---- | ---- | ---- |
| 139  | 94   | 166  | 244  | 268  | 275  | 217  | 234  | 215  |

| 1875 | 1880 | 1885 | 1890 | 1895 | 1900 | 1905 | 1910 | 1921 |
| ---- | ---- | ---- | ---- | ---- | ---- | ---- | ---- | ---- |
| 219  | 209  | 220  | 201  | 212  | 224  | 228  | 243  | 245  |

| 1926 | 1931 | 1936 | 1946 | 1954 | 1962 | 1968 | 1975 | 1982 |
| ---- | ---- | ---- | ---- | ---- | ---- | ---- | ---- | ---- |
| 233  | 246  | 242  | 82   | 172  | 186  | 166  | 155  | 142  |

| 1990 | 1999 | 2004 | 2006 | 2009 | 2014 | 2019 | 2022 | - |
| ---- | ---- | ---- | ---- | ---- | ---- | ---- | ---- | - |
| 141  | 134  | 152  | 153  | 153  | 142  | 150  | 155  | - |

La population a oscillé au fil des années, passant de 167 habitants en 1817 à 309 en 1853. Elle chute considérablement après la Seconde Guerre mondiale et ne compte plus que 142 habitants au recensement de 1982, et 134 en 1999, répartis entre Nousseviller intra-muros (100 hab.) et Dollenbach : 34.

## Économie

### Entreprises et commerces

#### Agriculture
- Culture et élevage associés.
- Culture de céréales, de légumineuses et de graines oléagineuses.

#### Tourisme
- Hébergements à Hottviller, Schorbach, Petit-Réderching.
- Restauration à Volmunster.

#### Commerces
- Commerces et services de proximité à Nousseviller-lès-Bitche, Soucht, Bitche, Hottviller.

## Culture locale et patrimoine

### Lieux et monuments

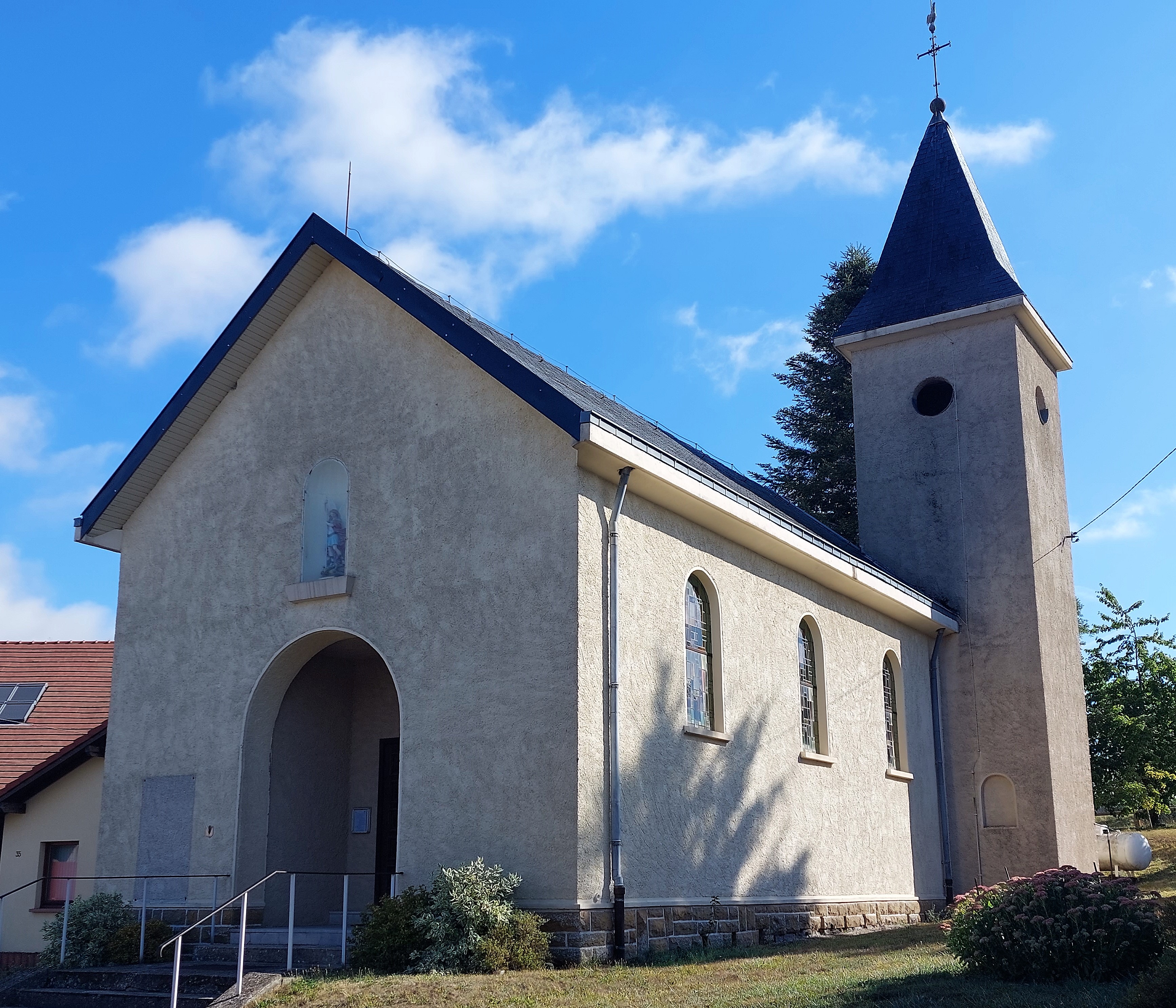
Chapelle Saint-Michel.
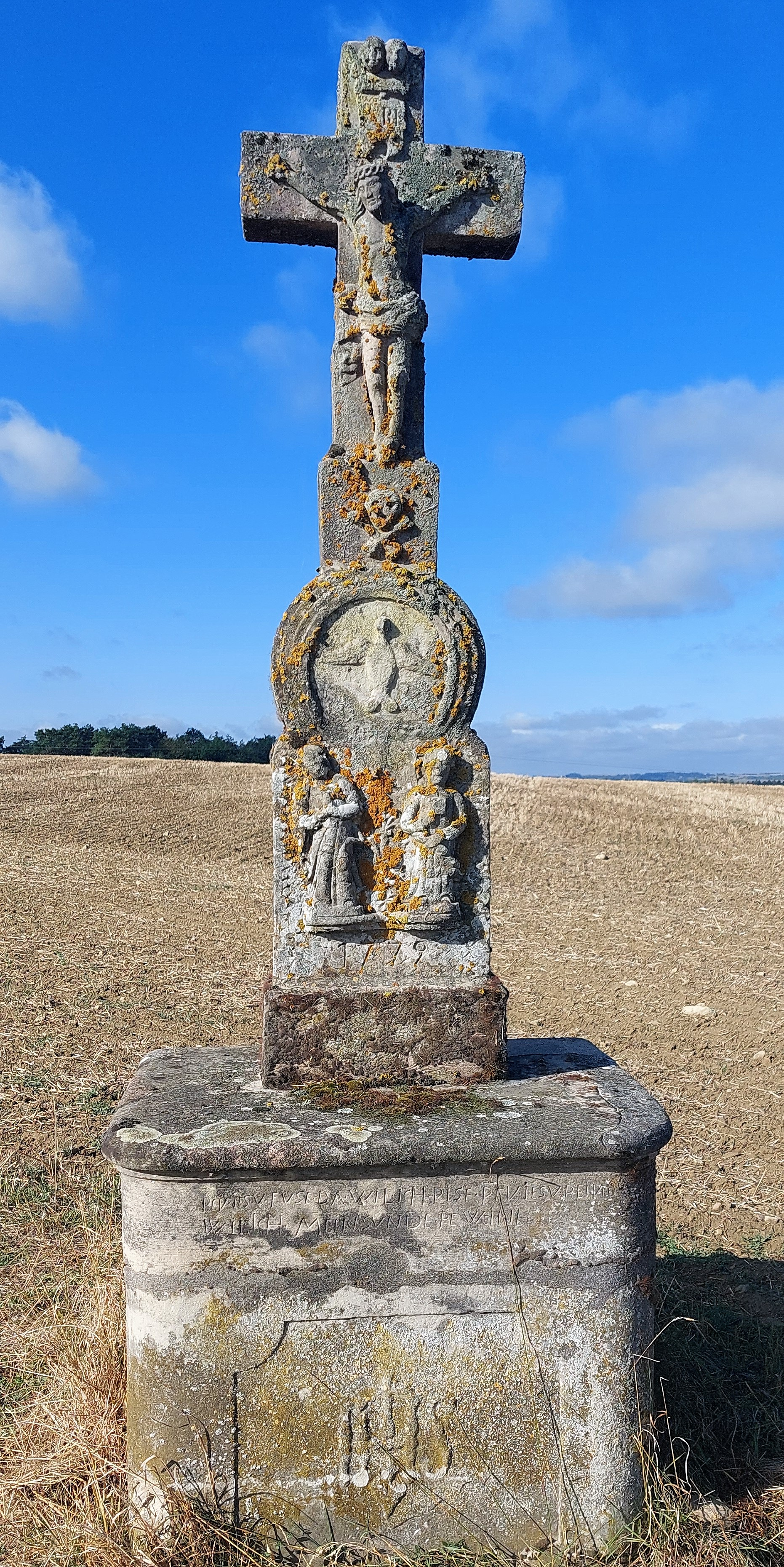
Calvaire D35A.
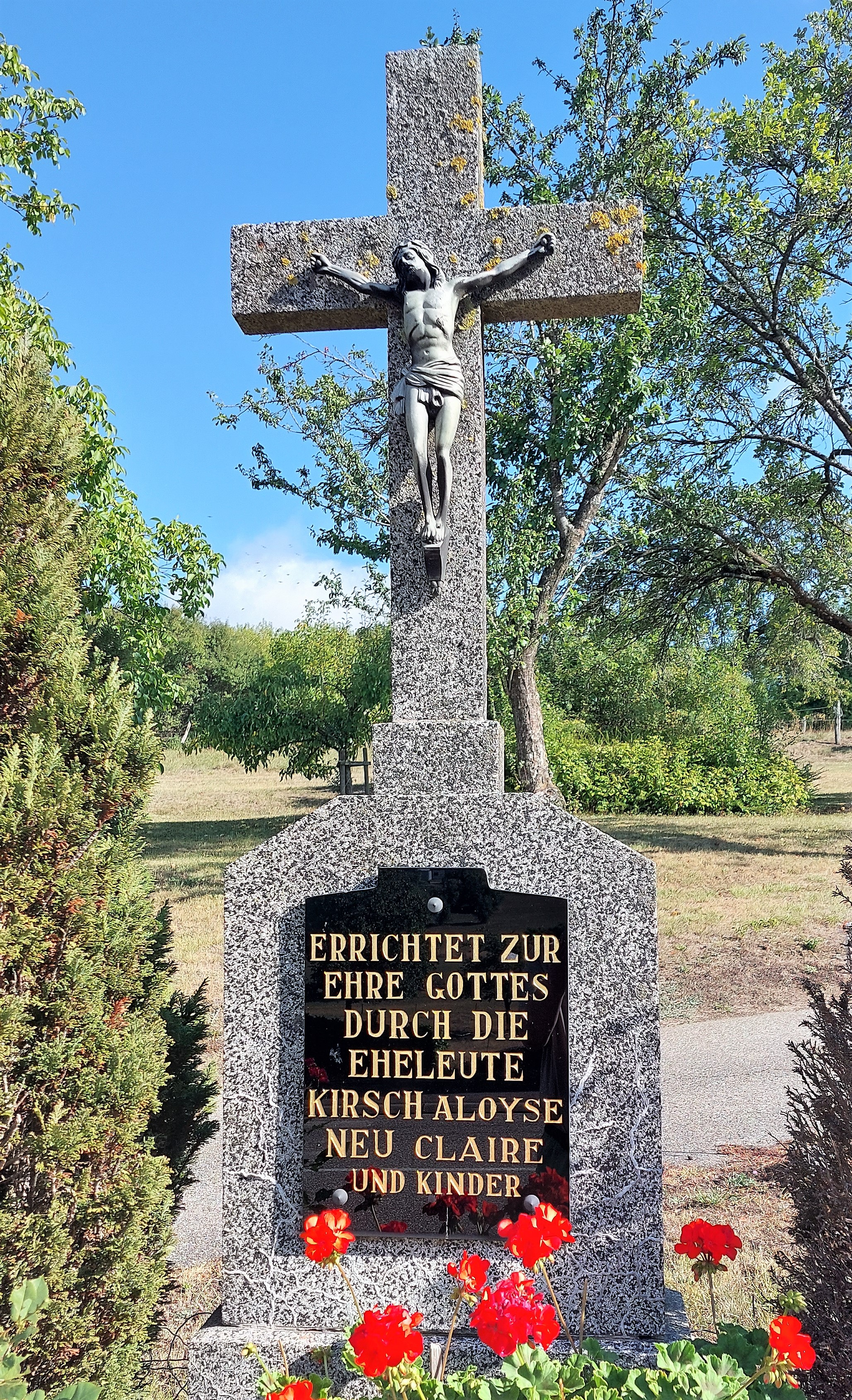
Crucifix rue principale.

- Chapelle Saint-Michel[29],[30], construite en 1705 aux frais de Jean Henri Kirsch, laboureur de Nousseviller, à cause de l'éloignement de la mère église de Volmunster. Agrandie en 1722 par les habitants du lieu. Jugée trop petite au milieu du XIXe siècle, interdite en 1894, reconstruite et bénite en 1901, détruite pendant la guerre de 1939-1945, reconstruite après la guerre.
- Chapelle de la Sainte Famille à Dollenbach[31].
- Calvaires, Croix monumentales[32],[33], Croix de chemin[34],[35].
- Monument aux morts : Plaque d'église faisant office de monument[36] : Conflits commémorés : Guerres 1914-1918 - 1939-1945.

### Héraldique
| Blason de Nousseviller-lès-Bitche | Blason  | D'argent au noyer arraché de sinople, à la bordure de gueules chargée de huit coquilles d'or. |
| Blason de Nousseviller-lès-Bitche | Détails | Le statut officiel du blason reste à déterminer.                                              |